# 老集市廣場 (波茨坦)
老集市廣場（德語：Alter Markt）是位於德國波茨坦市中心的一個中心廣場，同時也是該市的歷史中心。廣場由聖尼古拉斯教堂及周圍的建築群組成。今天，這個詞特別指的是教堂正前方與幾座著名歷史建築接壤的區域。該廣場近年進行了大量的建築重建工程，修復了許多在第二次世界大戰中遭受破壞的歷史建築結構。
除了由卡爾·弗里德里希·申克爾設計的尼古拉教堂和中央建築外，老集市廣場本質上是腓特烈二世和他的建築師們在18世紀根據國際廣場的案例所創建的空間。與新集市廣場相比，老集市廣場所保存的建築群於1945年的空襲中全數完全毀壞。東北側建築群於1955年至1981年恢復，南側建築群於2013年開始進行仿照歷史模型的重建工程。

## 沿革
波茨坦城市宮最初建於1666年，由布蘭登堡選帝侯兼普魯士公爵腓特烈·威廉下令建造。最初該城堡建築群矗立在同一個地方，保護著長橋的哈維爾渡口。而老集市則於在18世紀時，被重新規劃並設計為腓特烈二世統治下的羅馬風格廣場，包括城市宮殿在內的所有建築，都進行了重新設計或更改外觀等工程。教堂前的大理石方尖碑則是1753年按照格奧爾格·文策斯勞斯·馮·克諾貝爾斯多夫的設計所增加的。
波茨坦的集市在腓特烈·威廉時代時，便訂於每周二和周六舉行。而老集市廣場平時除舉辦集市活動外，設立教堂和方尖碑外，整體廣長還由市政廳、城市宮殿的市場側翼和巴貝里尼宮構成。並於1880年與1904年增設波茨坦有轨电车。
19世紀中葉，腓特烈·威廉四世離開巴貝里尼宮，並將該建築主權機構轉移到市政管理機構向公眾開放。作為波茨坦俱樂部使用。當君主制結束後，市議會選定於北側的前宮劇院作為舉辦會議。其他房間則由市政府使用，城市宮則作為博物館開放參觀。
在第二次世界大戰的轟炸中，老集市廣場幾乎受到毀滅性的破壞，僅有幾座歷史建築倖存下來，隨後廣場被重新設計。1945年後先是重建了聖尼古拉斯教堂和舊市政廳，後於1979年用俄羅斯大理石修復了大理石方尖碑。原本的城市宮於1960年在德國統一社會黨的決定後進行炸毀，剩下的殘骸被拆除。廣場南側的建築也因受損嚴重，也被徹底拆除。
1971年至1977年間，因培訓中央教師為由，市政府於廣場建造教師培訓學院教學樓，該教學樓1977年落成，後在柏林圍牆倒塌前不久，一座新的劇院於城市宮的舊址建造。當市議會於 1990年決定使城市景觀的發展適應其歷史面貌之後，該建築在幾年後被拆除。並在湖岸邊為劇院建造了一個新場地，自2007年開始，波茨坦政府開始進行逐步重建廣場的復原工程。

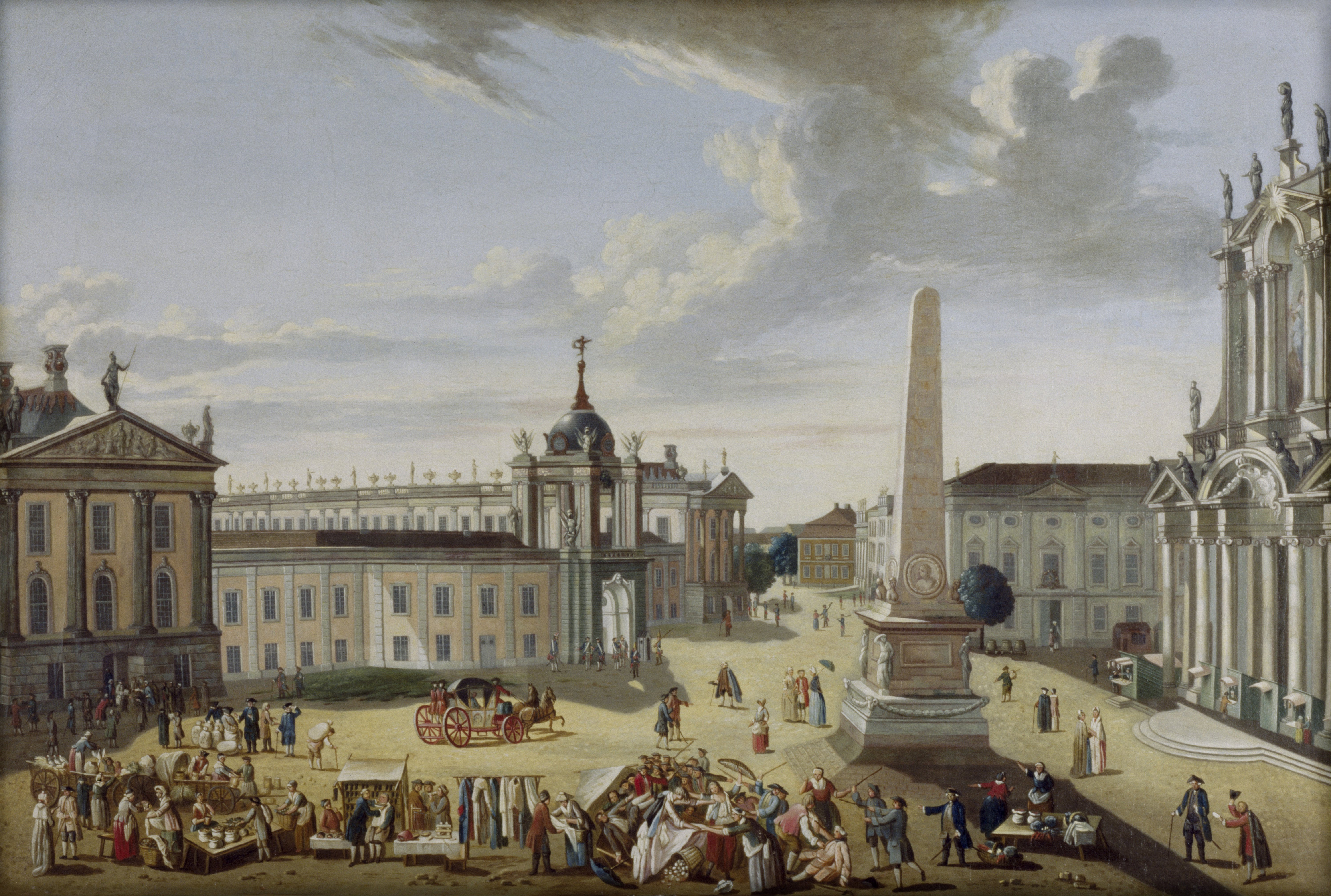
1772年的城市宮周圍的廣場景觀
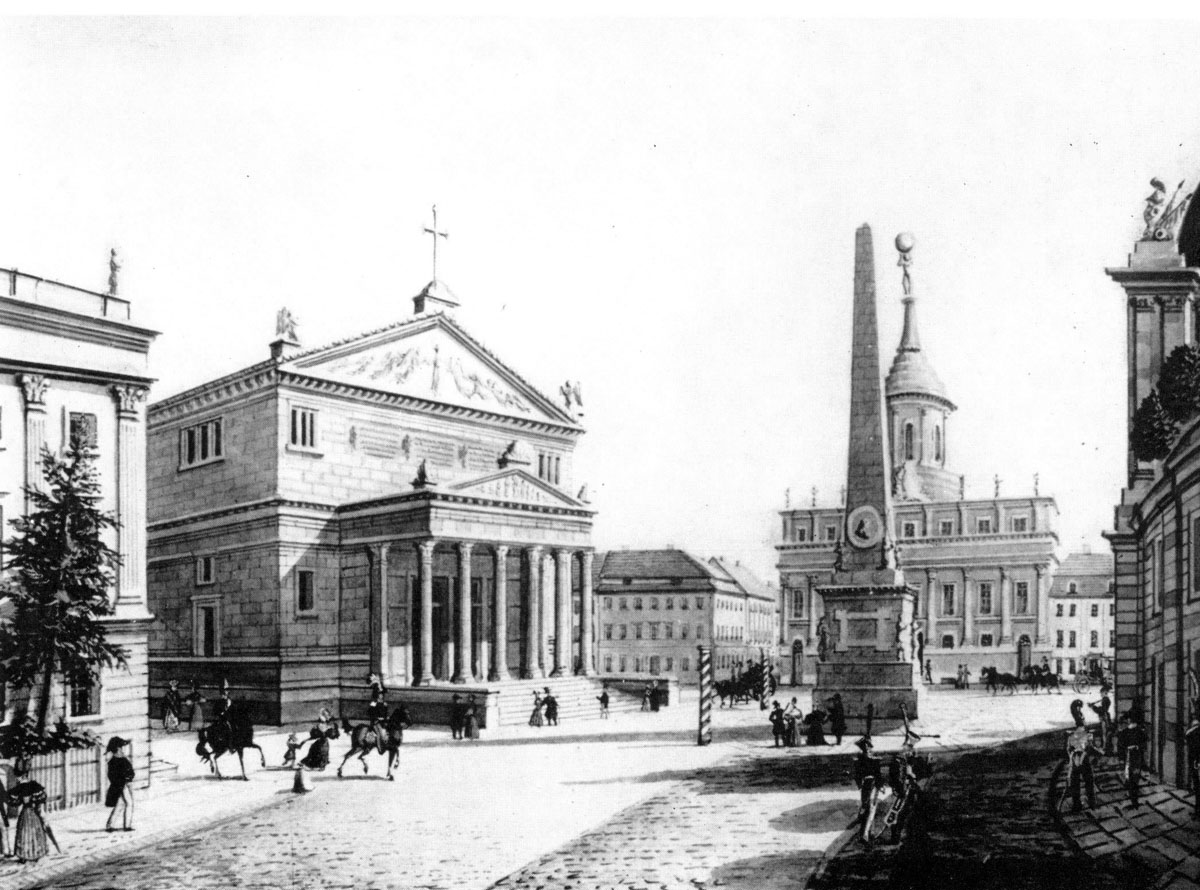
1837年，從南面看老集市廣場，尼古拉教堂當時仍然並沒有興建圓頂。
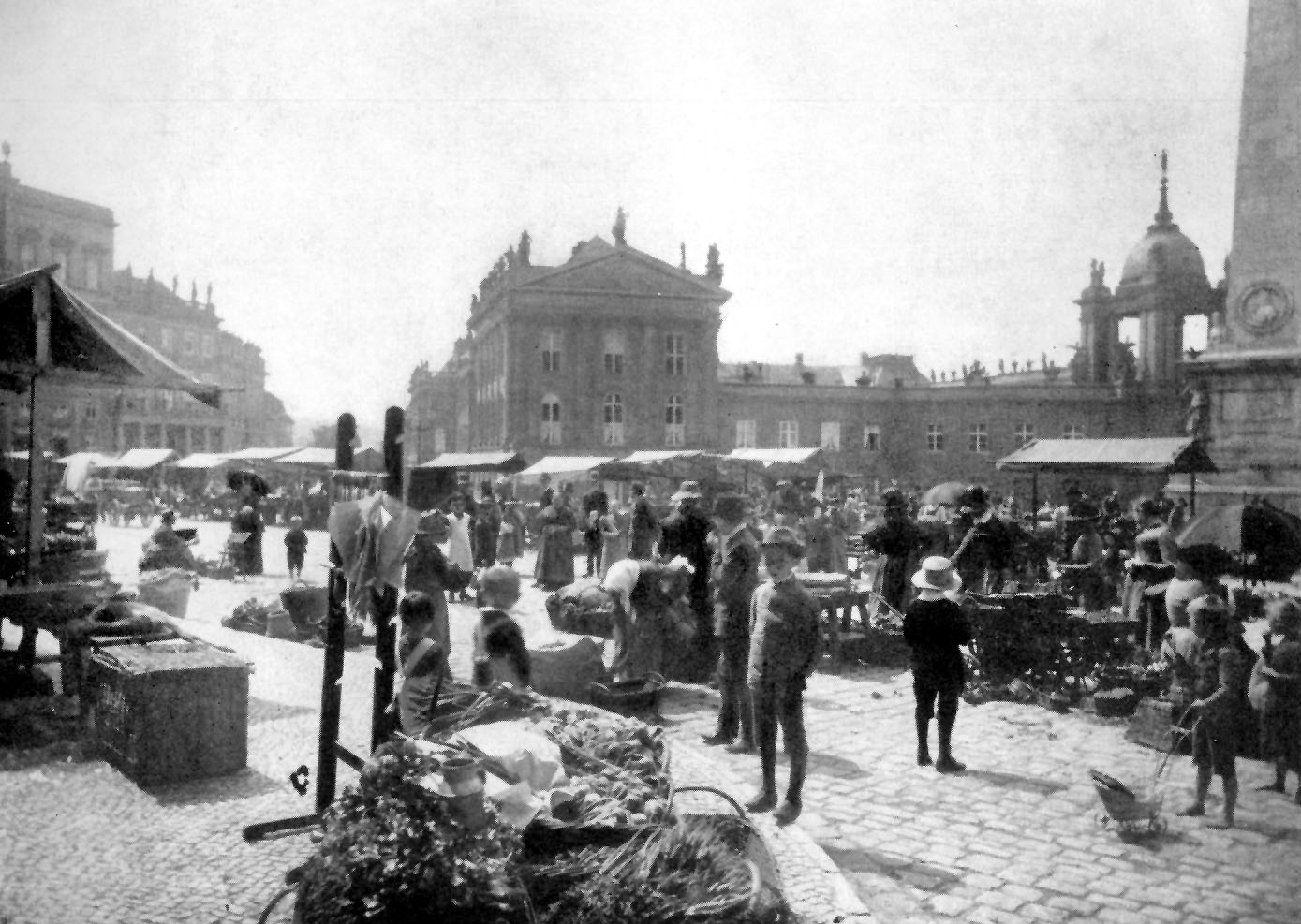
1900年左右的老集市廣場
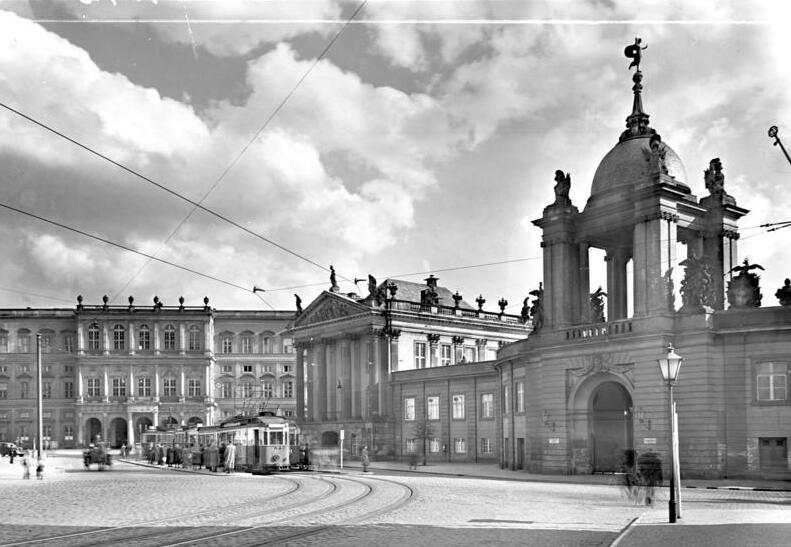
1928年的老集市廣場，圖中建築包括巴貝里尼宮與財富之門
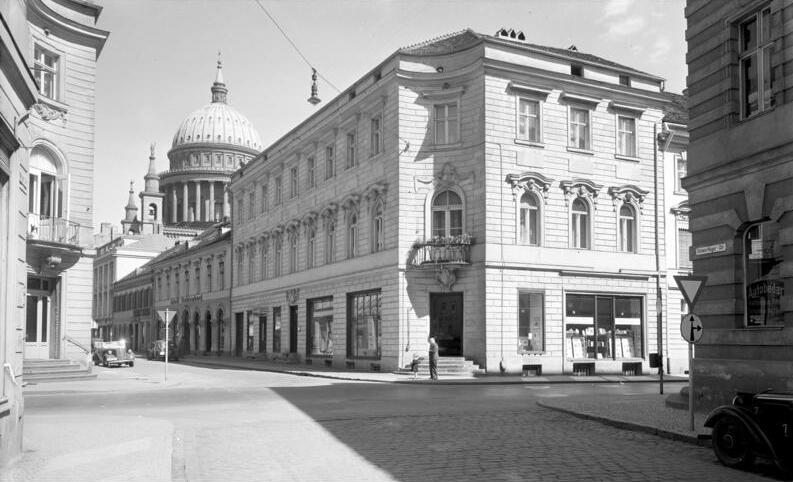
尼古拉教堂後方的拐角街景
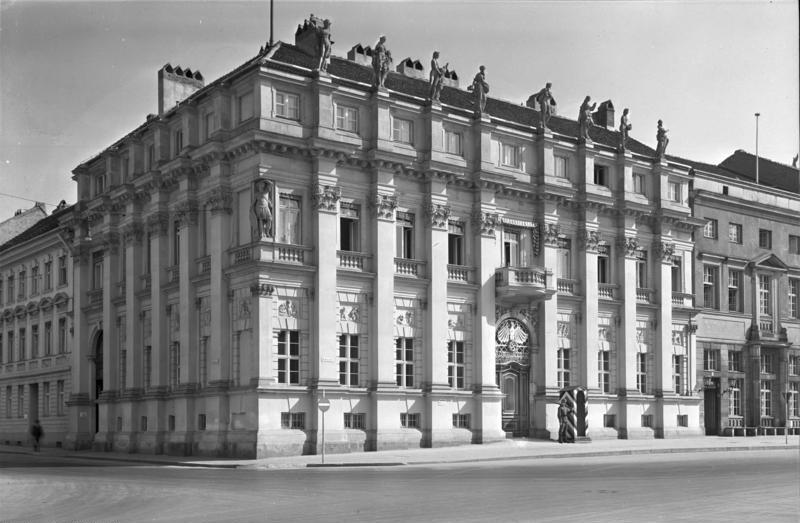
普洛格舍爾加斯托夫宮（德语：Plögerscher Gasthof）
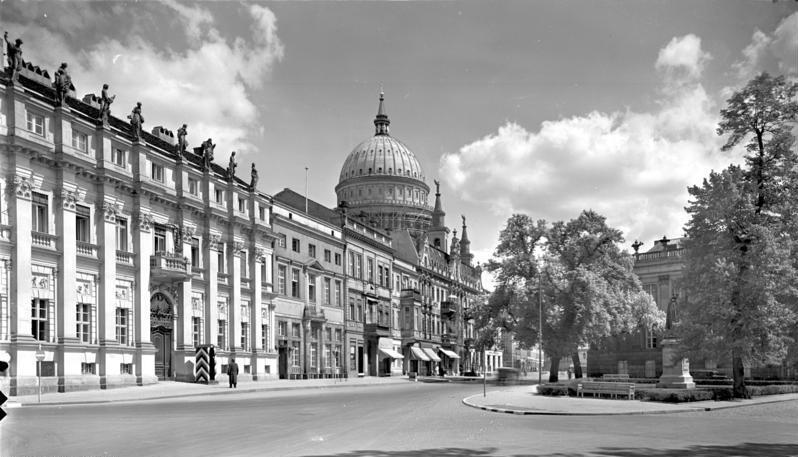
20世紀的老集市廣場街景
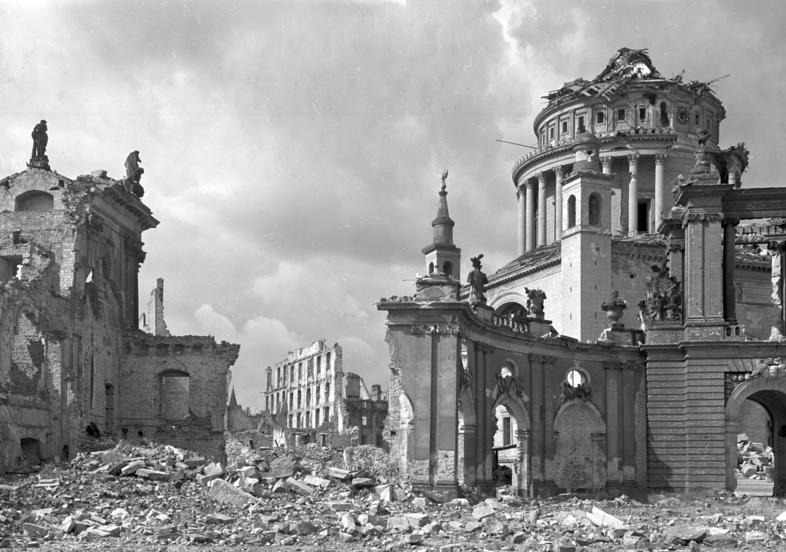
二戰後完全毀壞的老集市廣場

### 復原計畫
根據勃兰登堡州议会的决议，波茨坦政府現在對於老集市廣場修復的目標，是在2025年左右完全恢復廣場及毗鄰的歷史區至19世紀末期-20世紀初期期間的景觀。到目前為止，已經實施下列建築群重建激化並獲得以下計畫成果：
- 波茨坦城市宮：在2010-2013年间依照建筑师彼得·库尔卡（德语：Peter Kulka）的方案重建，竣工后成为州议会所在地。

- 龐貝宮（德语：Palazzo_Pompei_(Potsdam)）：為同名建築的重建版本。該建築為文藝復興風格。由卡爾·路德維希·希爾德布蘭特設計。[3]

- 巴貝里尼宮：為同名建築的重建版本，該建築重建工程由億萬富翁哈索·普拉特納資助。新建的建築於2017年春季以巴貝里尼博物館之名義開放。

- 舊市政廳：該建築現為波茨坦博物館的所在地。[4][5][6]

- 地方教師培訓學院大樓：該建築於2018年被拆除。它將被大約50個新設立住宅建築所取代。[7][8]

## 建築物

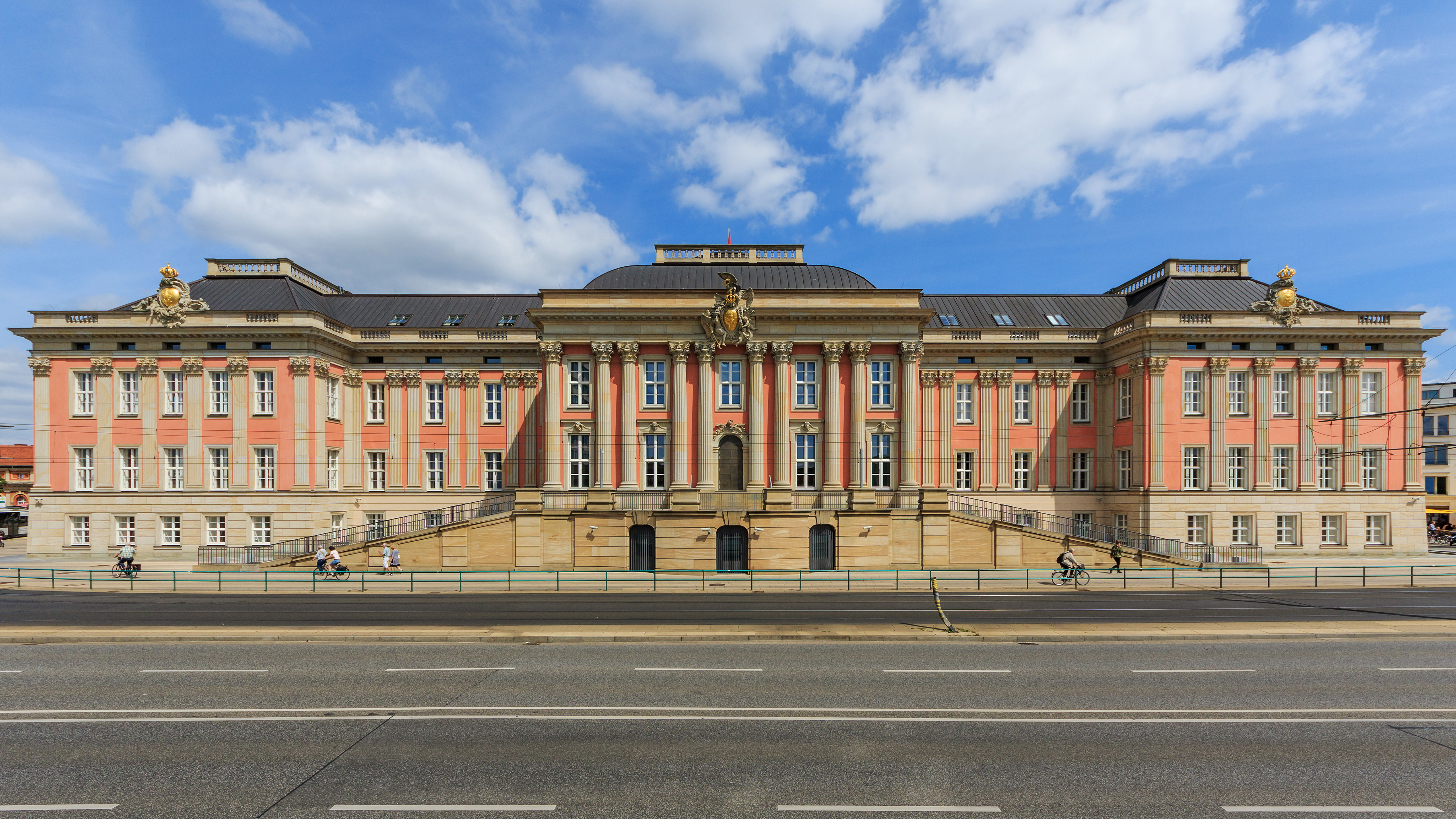
波茨坦城市宮
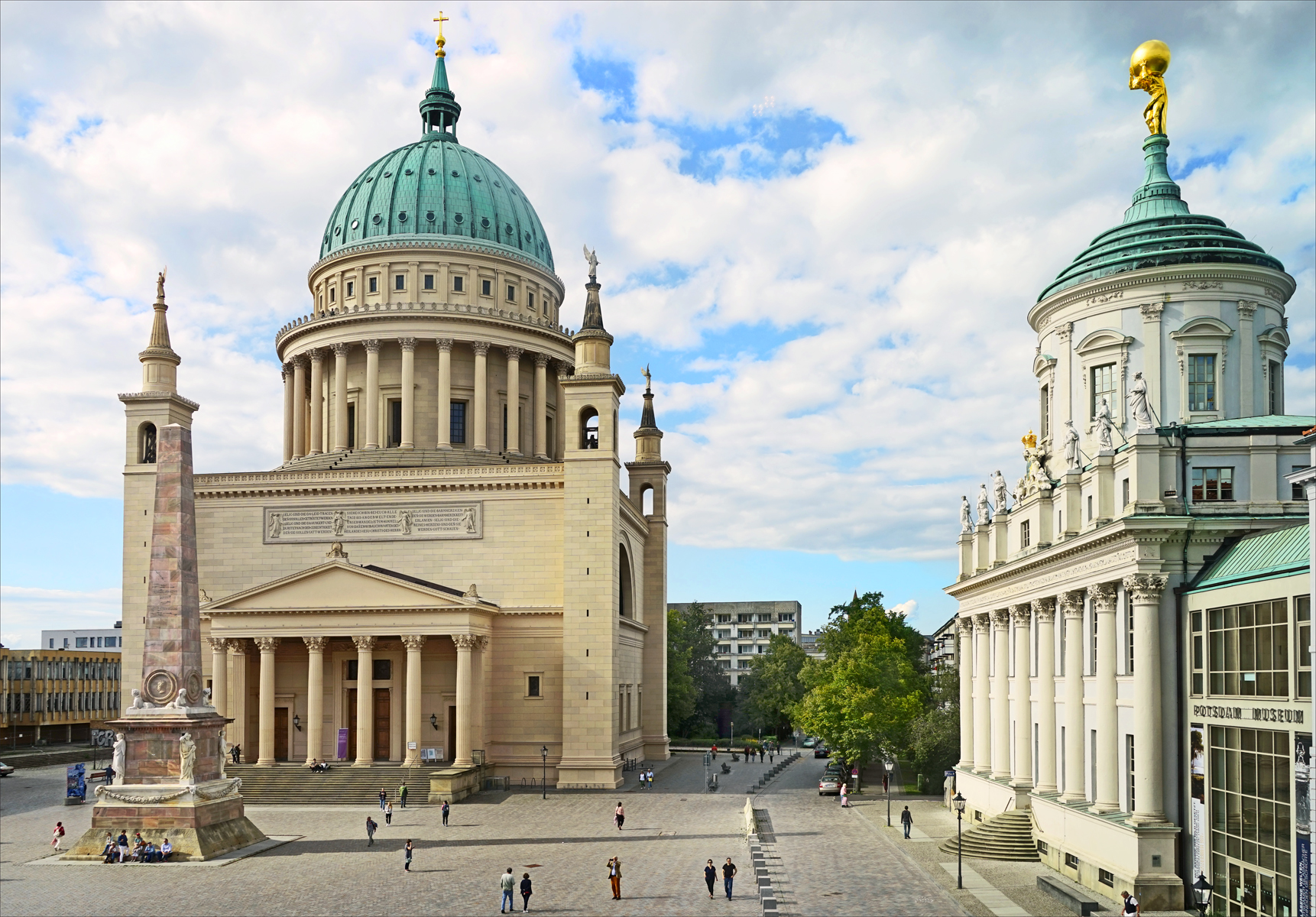
聖尼古拉斯教堂
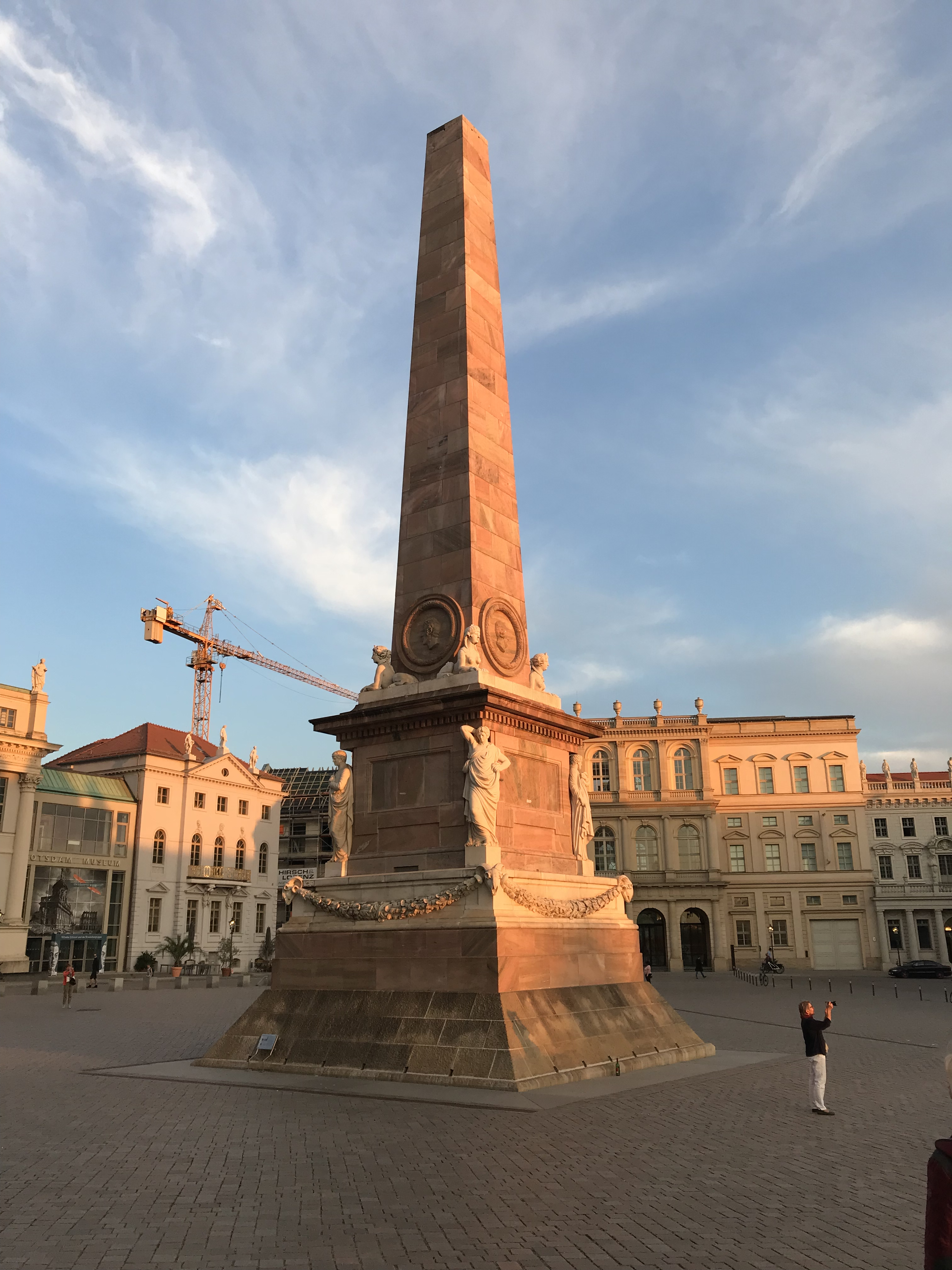
大理石方尖碑
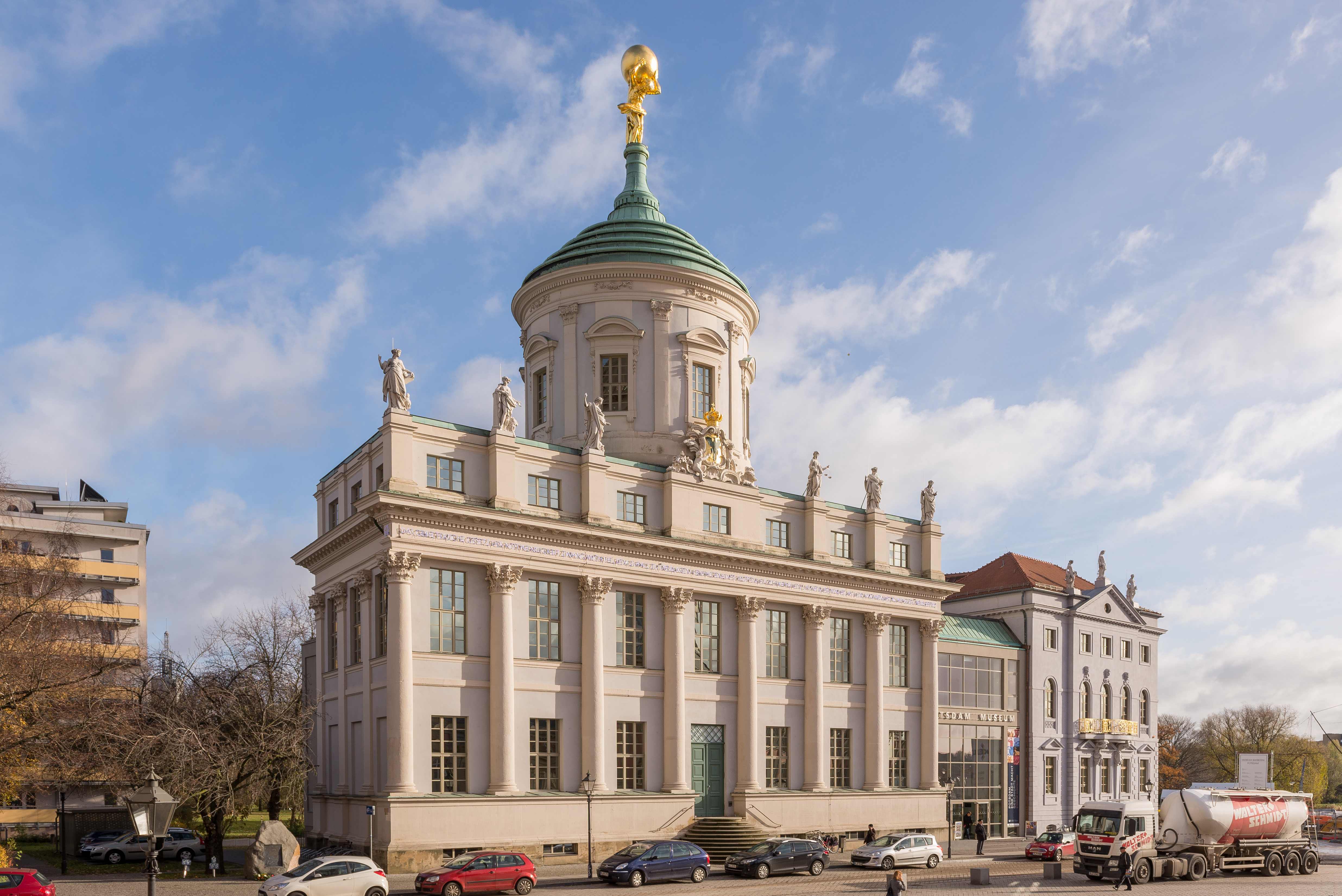
舊市政廳大樓
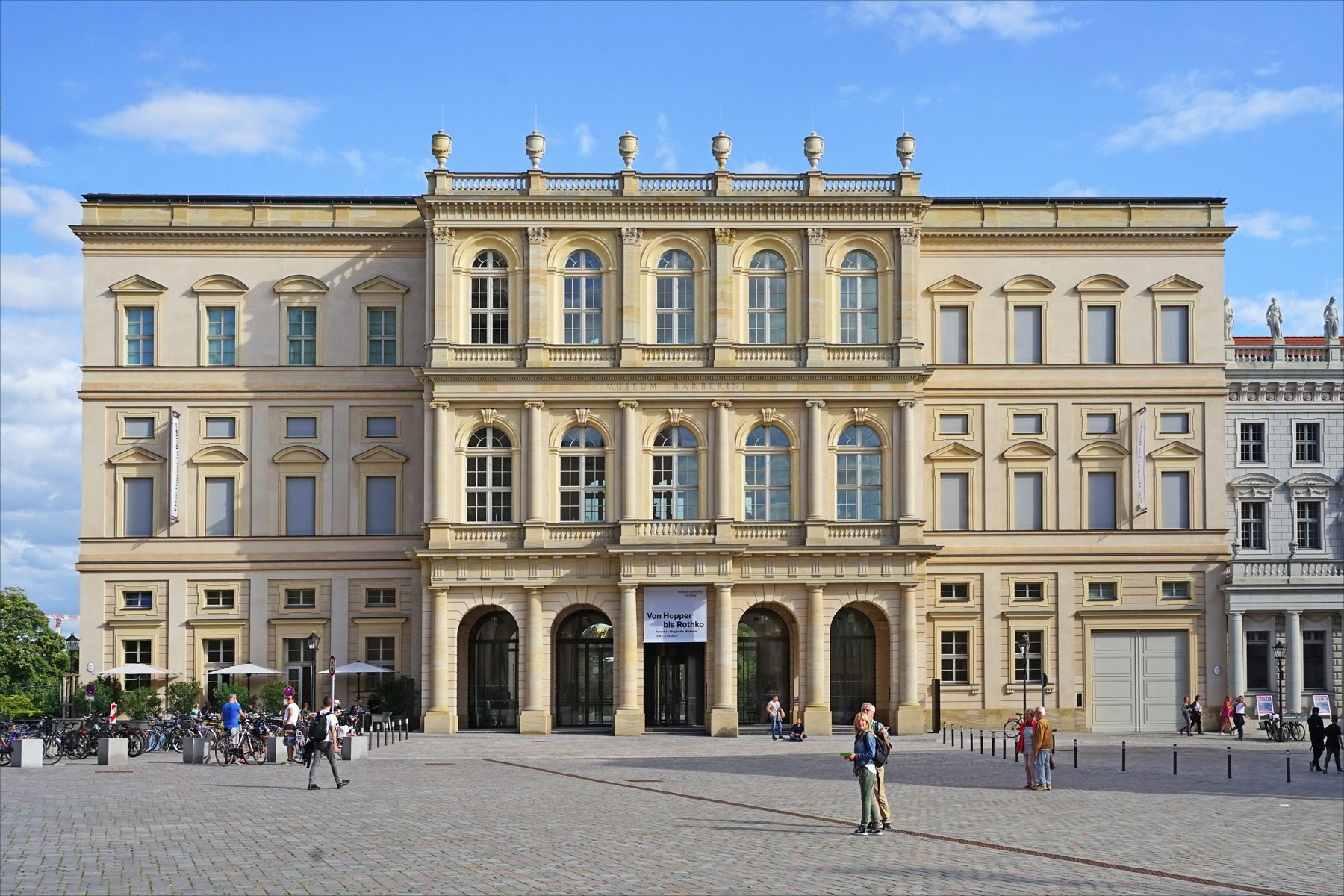
巴貝里尼博物館
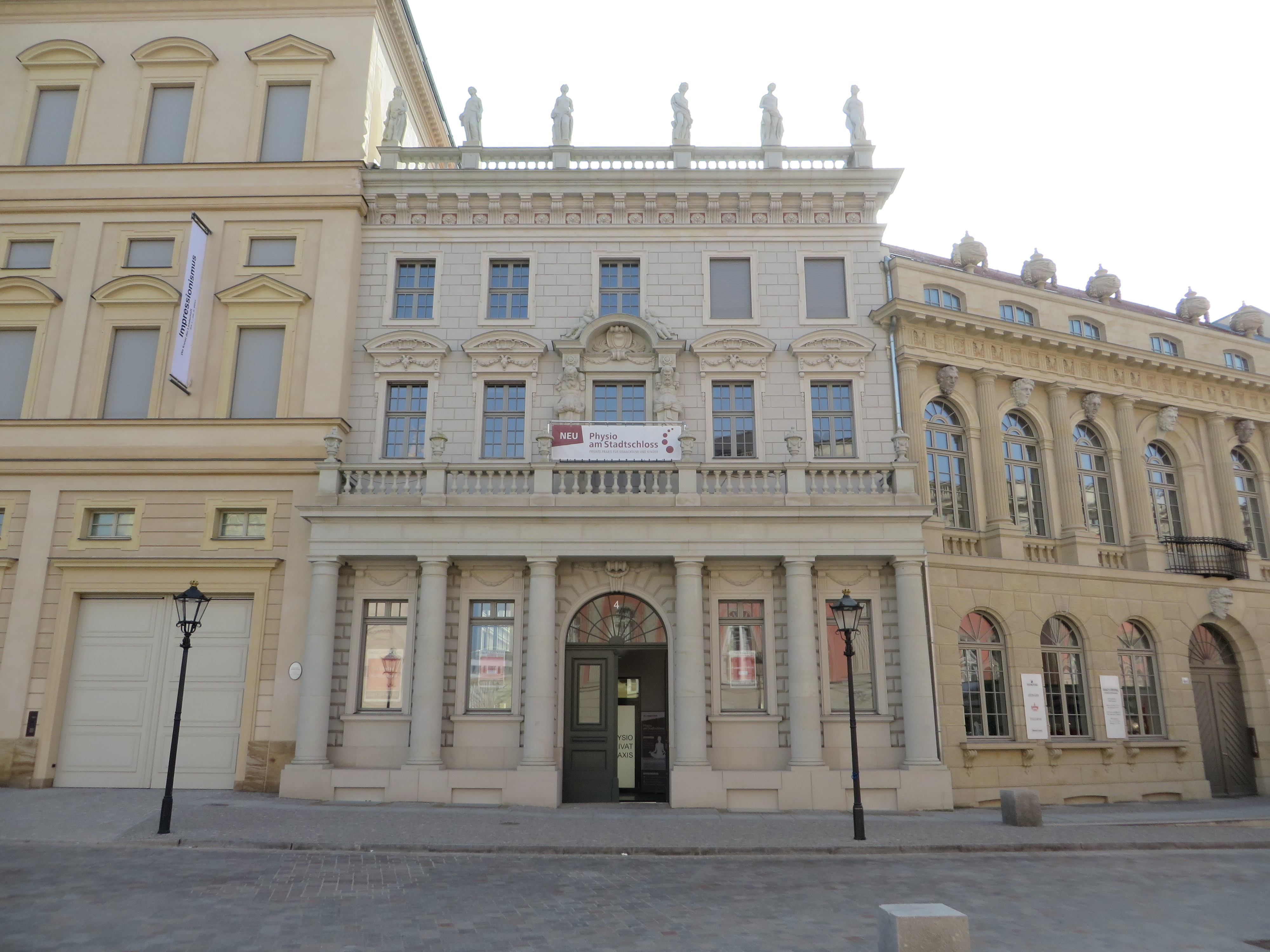
基耶里卡蒂宮
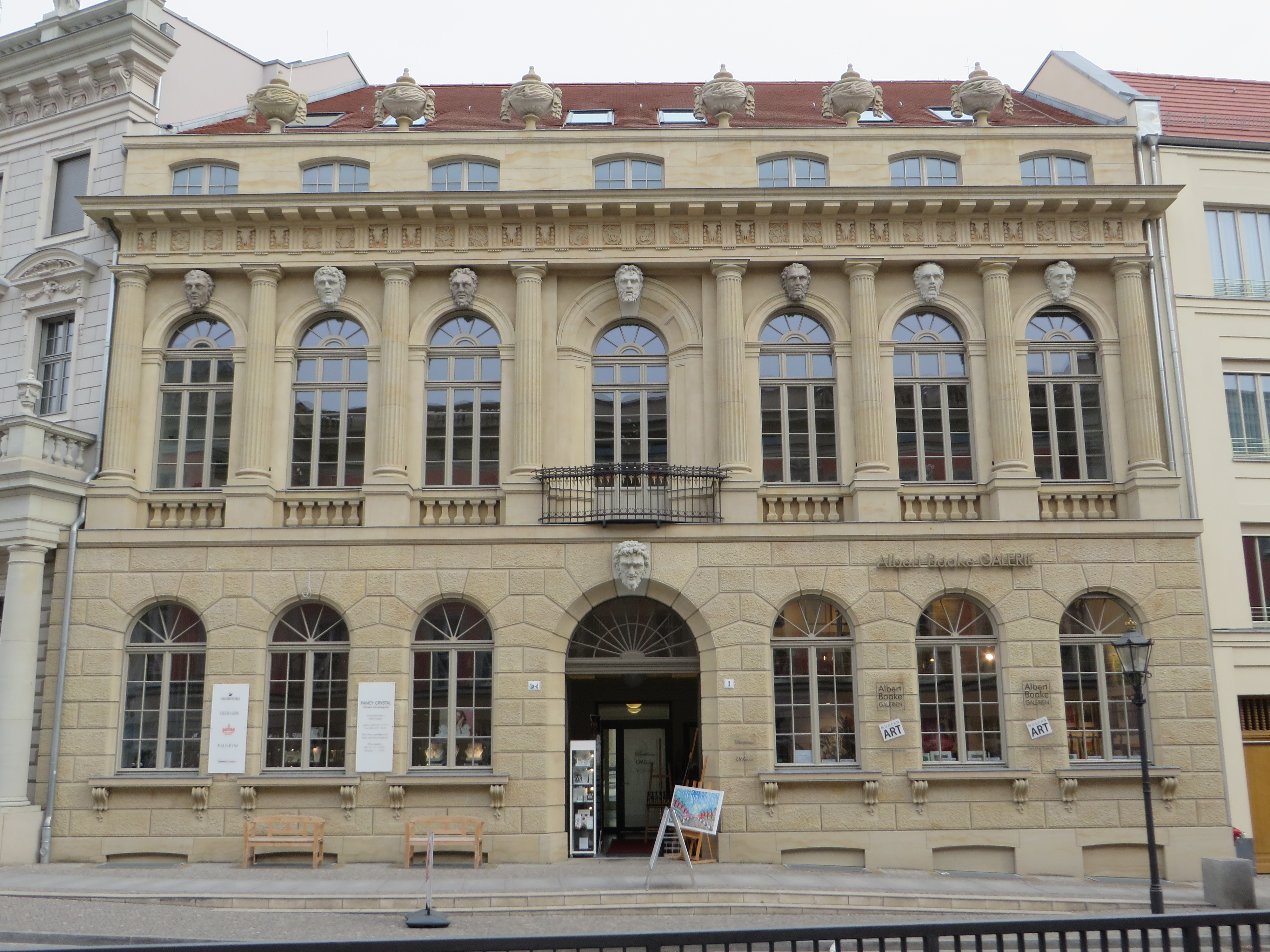
龐貝宮

老集市廣場周圍有以下建築和設施：
- 聖尼古拉斯教堂（英语：St._Nicholas_Church,_Potsdam）
- 波茨坦城市宮（2013年重建）
- 財富之門（德语：Fortunaportal）
- 大理石方尖碑（德语：Obelisk_(Potsdam)）（2014年重建）[9]
- 波茨坦博物館（德语：Altes_Rathaus_(Potsdam)）（舊市政廳大樓）
- 洪堡區（2015年重建）[10][11]
- 波茨坦应用科学大学原主樓（2018年拆除）

舊市場廣場及其周邊的建設項目：
- 巴貝里尼博物館（2016年竣工）
- 諾亞克之家（德语：Noacksches_Haus）
- 住房和購物區（2020年開始建設）[12]
- 斯託本廣場（德语：Steubenplatz_(Potsdam)）[13]
- 波茨坦電影博物館
- 波茨坦美居酒店（德语：Mercure_Potsdam）

## 外部連結
- 360-degree panorama from Kubische Panoramen (requires Quicktime) （页面存档备份，存于）
- 360-degree panorama from Panoramann (requires Flash) （页面存档备份，存于）